# 4-HO-MET
Метоци́н, или 4-HO-MET (от англ. 4-hydroxy-N-methyl-N-ethyl tryptamine — 4-гидрокси-N-метил-N-этилтриптамин), — психоактивное вещество-алкалоид из семейства триптаминов. Менее известен и изучен, чем псилоцин, но является его структурным и функциональным аналогом, а также 4-гидроксильным аналогом метилэтилтриптамина. Впервые синтезирован Александром Шульгиным.
Очень мало известно о токсичности этого соединения. Рекреационное использование вещества популярно в странах Европы.

## Эффекты
Употребившие 4-HO-MET сообщают о схожих эффектах с псилоцином, включая расширение зрачков, визуальные искажения при открытых и закрытых глазах, эйфорию, замедление времени и изменение мыслительного процесса в целом. Эффект длится около 4—6 часов.

## Дозировка
Как и у O-ацетилпсилоцина, доза варьируется от ≈ 8 мг до 30 мг перорально. Однако данный диапазон по разным отчётам сильно разнится, встречаются описания 17 мг как сильной дозы, для других же 30 мг как слабой. В книге TiHKAL указана действующая доза 10—20 мг.
Таблица с расчётом дозировок при пероральном приёме:
| Метоцин | Доза перорально |
| ------- | --------------- |
| Порог   | 2 мг—8 мг       |
| Слабая  | 5 мг—10 мг      |
| Обычная | 8 мг—15 мг      |
| Сильная | 10 мг—20 мг     |
| Большая | 25 мг+          |

## Правовой статус
6 октября 2011 года метоцин, как производное 4-гидрокситриптамина (4-замещённый триптамин), включён в Список I наркотических средств и психотропных веществ, оборот которых в Российской Федерации запрещён.